# Мюррей, Дженнифер
Дженнифер Мюррей (англ. Jennifer Murray; родилась в июне 1940 года, Провиденс, Род-Айленд, США) — пилот лёгкого вертолета Robinson R44, имеет несколько рекордов, входящих в книгу Гиннесса.
Мюррей начала учиться пилотировать в 54 года. В августе 1997 года она вместе с тренером Квентином Смитом (Captain Q) впервые облетела Землю на вертолете R44. В 2000 году Мюррей стала первой женщиной, совершившей кругосветный полёт в одиночку на вертолете. Путешествие длилось 99 дней. В 2007 году Мюррей совместно с пилотом Колином Бодиллом успешно совершила кругосветное путешествие через два полюса — от Южного к Северному.

### Награды и благодарности Мюрре
- Rhode Island Aviation Hall of Fame Inductee 2005
- The Gambia issued a postage stamp in her honour in 2004
- Royal Aero Club — 1997 Silver Medal, 2000 Britannia Trophy
- Brabazon Cup
- Harmon Trophy
- Inducted in Forest of Friendship